# Forged Passport
Forged Passport és una pel·lícula d'acció estatunidenca de 1939 dirigida per John H. Auer i escrita per Lee Loeb i Franklin Coen. La pel·lícula és protagonitzada per Paul Kelly, June Lang i Lyle Talbot, i es va estrenar el 24 d'abril de 1939 per Republic Pictures.

## Argument
Dan Frazer és un patruller a la frontera entre Califòrnia i Mèxic amb un temperament calent. Això portarà indirectament a la mort d'un camarada. Dan decideix abandonar el cos i anar a buscar l'assassí del seu company, que creu que forma part de la banda de contrabandistes.

## Repartiment
- Paul Kelly com Dan Frazer
- June Lang com Helene
- Lyle Talbot com Jack Scott
- Billy Gilbert com Nick Mendoza
- Cliff Nazarro com 'Shakespeare'
- Maurice Murphy com 'Kansas' Nelson
- Christian Rub com Mr. Nelson
- John Hamilton com Jack Rogers aka 'Lefty'
- Dewey Robinson com Riley
- Frank Puglia com cap Miguel
- Martí Garralaga com cambrer (sense acreditar)